# 植山信幸
植山 信幸（うえやま のぶゆき、1952年3月4日 - ）は、日本の元ラグビー選手。

## プロフィール
- 福岡県出身。
- 現役時代のポジションは主にフルバック(FB)。
- 日本代表キャップは20。

## 来歴
報徳学園高校を経て、早稲田大学（以下、早大）へ進学。早大時代の1973年に日本代表に選出される。
同年のフランス遠征で、当時日本代表監督だった横井久から、キッカー不在となった事態を打開すべく、当時日本人選手で誰もやっていなかったインサイド・ステップ・キックの体得を求められ、横井のマンツーマン指導の効果もあり、同年秋のシーズンにはモノにできるようになった。そして同年の早慶戦で、40及び52ヤード地点からペナルティ・キック(PK)を決めたことで、その後、植山に倣ってインサイド・ステップ・キックを行う選手が増え、やがてこのキックが日本でも主流となった。
また早大時代には、第10回及び第11回の大学選手権で優勝に貢献した。
その後、横河電機に入社。代表キャップも通算20を記録した。1982年、前年度まで早大監督だった大西鐡之祐の早大ラグビー部部長就任に伴い、後任として30歳で早大の監督に就任したが、同年シーズン限りで退任した。
その後は、宿沢広朗監督時代における日本代表コーチなどを歴任した。